# Ikram Blilou
Ikram Blilou est une biologiste marocaine qui est professeure de sciences végétales à l'université des sciences et technologies du roi Abdallah. Ses recherches portent sur la façon dont les plantes développent une résistance aux conditions extrêmes de sécheresse et de salinité,,.

## Formation
Blilou est née au Maroc. Elle prévoit initialement d'étudier la médecine, mais s'oriente vers les sciences végétales après qu'on lui a demandé de disséquer une souris. Elle étudie la biologie à l'université Abdelmalek Essaâdi,. Elle complète ses recherches doctorales à l'université de Grenade, où elle étudie la réponse défensive des plantes à la symbiose mycorhizienne arbusculaire (AM). 

## Recherche et carrière
Blilou s'intéresse à la manière dont les plantes s'adaptent aux environnements extrêmes. Elle étudie en particulier la manière dont les plantes développent leur résilience face aux défis mondiaux, notamment la sécheresse et la désertification. Elle commence sa carrière de chercheuse à l'université des sciences et technologies du roi Abdallah, où elle est nommée professeure et titulaire de la chaire des sciences végétales. Ses recherches portent sur la communication entre les cellules végétales, ce qui implique l'étude des réseaux qui sous-tendent le mouvement des protéines et les interactions protéine-protéine. Elle étudie la réponse moléculaire et physiologique des plantes aux conditions environnementales rencontrées en Arabie saoudite. 
Blilou propose que les plantes du désert puissent être utilisées pour éclairer les projets de reboisement durable et d'agriculture du désert. Elle reçoit un prix Abu Dhabi Date Palm en 2020,. 

## Publications (sélection)
- (en) Ikram Blilou, Jian Xu, Marjolein Wildwater, Viola Willemsen, Ivan Paponov, Jirí Friml, Renze Heidstra, Mitsuhiro Aida, Klaus Palme et Ben Scheres, « The PIN auxin efflux facilitator network controls growth and patterning in Arabidopsis roots », Nature, NPG et Springer Science+Business Media, vol. 433, no 7021,‎ 1er janvier 2005, p. 39-44 (ISSN 1476-4687 et 0028-0836, OCLC 01586310, PMID 15635403, DOI 10.1038/NATURE03184).
- (en) Mitsuhiro Aida et Renze Heidstra, « The PLETHORA genes mediate patterning of the Arabidopsis root stem cell niche », Cell, Cell Press et Elsevier, vol. 119, no 1,‎ 1er octobre 2004, p. 109-120 (ISSN 0092-8674 et 1097-4172, OCLC 1792038, PMID 15454085, DOI 10.1016/J.CELL.2004.09.018).
- (en) Jirí Friml, Eva Benková, Ikram Blilou, Justyna Wisniewska, Thorsten Hamann, Karin Ljung, Scott Woody, Goran Sandberg, Ben Scheres, Gerd Jürgens et Klaus Palme, « AtPIN4 mediates sink-driven auxin gradients and root patterning in Arabidopsis », Cell, Cell Press et Elsevier, vol. 108, no 5,‎ 1er mars 2002, p. 661-673 (ISSN 0092-8674 et 1097-4172, OCLC 1792038, PMID 11893337, DOI 10.1016/S0092-8674(02)00656-6).